# آاورن-سان-گورگون
آاورن-سان-گورگون (به فرانسوی: Avernes-Saint-Gourgon) یک کمون در فرانسه است که در اورن واقع شده‌است. آاورن-سان-گورگون ۱۲٫۱۳ کیلومتر مربع مساحت دارد ۲۴۲ متر بالاتر از سطح دریا واقع شده‌است.